# A Woman of Affairs
A Woman of Affairs is een Amerikaanse dramafilm uit 1928 onder regie van Clarence Brown. Het scenario is gebaseerd op de roman The Green Hat (1924) van de Britse auteur Michael Arlen. Destijds werd de film in Nederland uitgebracht onder de titel Een vrouw van slechte reputatie.

## Verhaal
Diana, David en Neville zijn samen opgegroeid binnen de Britse adel. Diana weet al zeer vroeg dat ze van Neville houdt. De vader van Neville is gekant tegen het huwelijk en hij stuurt zijn zoon naar het buitenland om zaken te doen. Na enkele jaren besluit Diana te trouwen met David. Haar man pleegt zelfmoord op huwelijksreis, omdat hij betrokken is bij criminele praktijken. Diana verzwijgt de ware reden voor de zelfmoord en neemt de schuld op zich. Ze gaat voortaan door het leven met een kwalijke reputatie. Enkele dagen voor de bruiloft van Neville keert Diana terug naar Groot-Brittannië. Ze ontmoet haar oude geliefde in het ziekenhuis. Later doodt ze zichzelf door met haar auto tegen een boom te rijden.

## Rolverdeling
| Acteur                | Personage          |
| --------------------- | ------------------ |
| Greta Garbo           | Diana Merrick      |
| John Gilbert          | Neville Holderness |
| Lewis Stone           | Dr. Hugh Trevelyan |
| Johnny Mack Brown     | David Furness      |
| Douglas Fairbanks jr. | Jeffry Merrick     |
| Hobart Bosworth       | Morton Holderness  |
| Dorothy Sebastian     | Constance          |

## Prijzen en nominaties
| Jaar | Prijs  | Categorie               | Genomineerde(n) | Uitslag     |
| ---- | ------ | ----------------------- | --------------- | ----------- |
| 1928 | Oscars | Beste bewerkte scenario | Bess Meredyth   | Genomineerd |